# 阿保親王塚古墳
阿保親王塚古墳（あぼしんのうづかこふん）は、兵庫県芦屋市翠ケ丘町にある古墳。
実際の被葬者は明らかでないが、宮内庁により「阿保親王墓（あぼしんのうのはか）」として第51代平城天皇皇子の阿保親王の墓に治定されている。

## 概要
兵庫県南部、宮川東岸の翠ケ丘台地、六甲山系から芦屋浜までの緩斜面途中の最高所（墳頂標高29.854メートル）に築造された古墳である。古墳北側には駒塚が所在し、東側には「四ツ塚」と称される墳墓4基（伝承によっては6基）が所在したといい、それらと合わせて翠ヶ丘古墳群とも位置づけられる。江戸時代の陵墓修補によって墳丘は大きく改変を受けているほか、現在は宮内庁治定の阿保親王墓として同庁の管理下にあり、2017年度（平成29年度）に同庁による墳丘外形調査が実施されている。
墳形は不明。現状では直径約36メートル・高さ約3メートルの円墳を方形の濠が囲む上円下方形を呈するが、これは江戸時代の改変によるもので、直線状の埴輪列によれば本来は前方後円形または方形の可能性があるとされる。墳丘外表では葺石のほか円筒埴輪列が検出されている。埋葬施設は未調査のため明らかでない。江戸時代の修補の際には副葬品の銅鏡群が出土したとされ、そのうち三角縁神獣鏡3面含む4面が親王寺に所蔵されている。
築造時期は、古墳時代前期の4世紀代と推定される。被葬者は明らかでないが、前述のように現在は宮内庁により阿保親王（842年死去）の墓に治定されている。

## 遺跡歴
- 江戸時代、長州藩が阿保親王墓に治定・修補。銅鏡群の出土（現在は親王寺所蔵）[1]。
- 1875年（明治8年）、教部省により阿保親王墓に治定[1]。
- 1990年（平成2年）3月22日、親王寺所蔵考古資料が芦屋市指定有形文化財に指定。
- 2004年度（平成16年度）、開発に伴う東側隣接地の発掘調査。前方部想定箇所で遺構検出なし（芦屋市教育委員会、2005年に報告）。
- 2007年度（平成19年度）、外構柵改修工事に伴う立会調査（宮内庁書陵部、2009年に報告）。
- 2017年度（平成29年度）、墳丘外形調査（宮内庁書陵部、2019年に報告）[1]。

## 出土品
江戸時代の修補では銅鏡群が出土したとされ、現在は親王寺に次の4面が伝わる。
- 連弧文鏡
直径16.3センチメートル、重量533グラム。鈕は半球形、鈕座は四葉座、鈕孔は半円形。後漢鏡。
- 三角縁波文帯三神二獣博山炉鏡
直径21.5センチメートル、重量782グラム。鈕は半球形、鈕孔は長方形。 同型鏡に広島県掛迫古墳、岡山県田邑丸山2号墳、奈良県佐味田宝塚古墳・佐味田貝吹古墳・伝渋谷、岐阜県円満寺山古墳の各鏡。
- 三角縁波文帯神獣鏡
破片。復元直径約22センチメートル、現重量309グラム。
- 三角縁神獣鏡
破片。現重量46グラム。

なお東側の「四ツ塚」のうちからは、平安時代の石製銙帯5点（蛇尾1点、丸鞆2点、巡方2点）が出土している（親王寺所蔵）。

## 被葬者

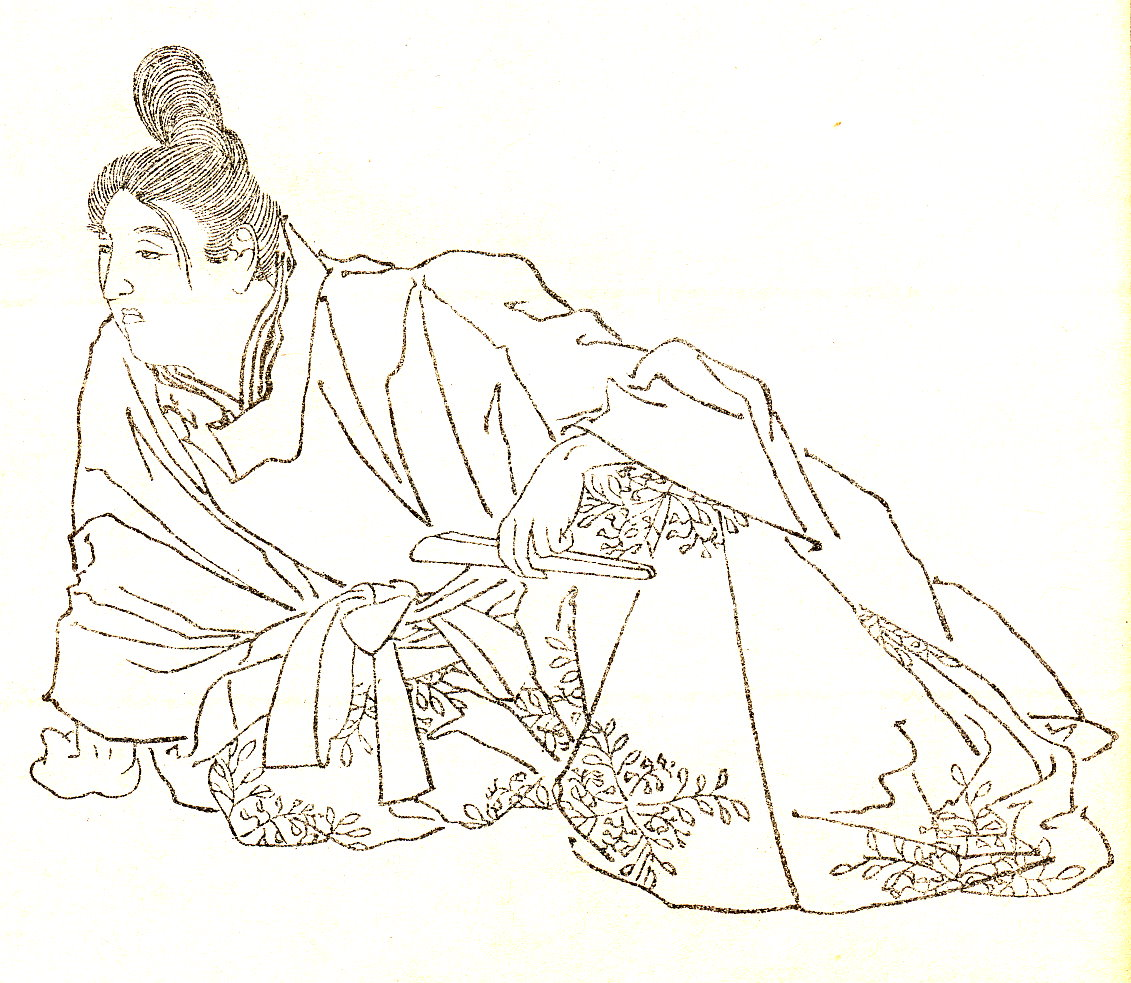
阿保親王
（菊池容斎『前賢故実』）

阿保親王塚古墳の実際の被葬者は明らかでないが、宮内庁では第51代平城天皇皇子の阿保親王の墓に治定している。阿保親王は、弘仁元年（810年）に薬子の変に連座して大宰外帥に左遷されたのち、帰京して治部卿・宮内卿・兵部卿・弾正尹などを歴任、承和9年（842年）の承和の変では朝廷に密告した人物で、在原業平の父としても知られる。『続日本後紀』によれば、親王は承和の変の3ヶ月後の承和9年10月22日（842年12月1日）に死去したというが、墓に関する記載はない。また『延喜式』諸陵寮においても、葬所の記載はない。
古代・中世の阿保親王の墓については明らかでく、近世には摂津国打出村の親王塚（本古墳）のほか河内国大塚村の大塚山（河内大塚山古墳）など複数の伝承地が存在した。そして阿保親王の後裔を称する長州藩毛利氏が本古墳を阿保親王墓に治定し、大規模な修補を行い、その際に親王寺所蔵の銅鏡群が出土したとされる（親王寺寺伝では、元禄4年（1691年）の阿保親王850回忌に毛利綱元が墓域改修をした際に発見）。明治維新後、1875年（明治8年）には宮内省によって阿保親王墓に治定され、現在に至っている。その治定に関する書類は関東大震災の際に失われているが、治定の根拠は阿保山親王寺の縁起や『摂津志』等の近世地誌によるという。ただし現在では、前述のように本古墳の築造年代は阿保親王から大きく遡る4世紀代に想定される。

## 文化財

### 関連文化財
- 親王寺所蔵考古資料一括 - 芦屋市指定有形文化財（考古資料）。阿保山親王寺が所蔵する資料群。一部は阿保親王塚古墳の出土品とされる。1990年（平成2年）3月22日指定。

## 関連文献
（記事執筆に使用していない関連文献）
- 「阿保親王墓外構柵改修工事に伴う立会調査」『書陵部紀要』第60号、宮内庁書陵部、2009年、51-52頁。 - リンクは宮内庁「書陵部所蔵資料目録・画像公開システム」。